# مرکز تنفس
مرکز تنفس در دو بخش پایینی ساقه مغز، یعنی بصل النخاع و پل‌مغزی، قرار دارد. مرکز تنفس سه گروه اصلی تنفسی دارد که از اجتماع نورون‌ها تشکیل شده است. از این سه گروه، دوتا در بصل‌النخاع و یکی در پل مغزی قرار دارد. به دو گروه بصل‌النخاع گروه تنفسی پشتی و گروه تنفسی شکمی گفته می‌شود. گروه تنفسی پل مغزی از دو بخش به هم پیوسته تشکیل شده که به نام‌های مرکز پنوموتاکسیک و  مرکز اپنوستیک شناخته می‌شود.
مرکز تنفس مسئول ایجاد و حفظ ریتم تنفس است و با بازخوردهای هومئوستاتیک نیز می‌تواند منجر به بروز تغییرات فیزیولوژیک شود. مرکز تنفس برای تنظیم میزان و عمق تنفس، از حسگرهای شیمیایی، حسگرهای مکانیکی، قشر مغز و هیپوتالاموس اطلاعات دریافت می‌کند. محرک این اطلاعات دریافتی می‌تواند تغییراتی در سطح اکسیژن، کربن دی‌اکسید و پی‌‌اچ خون و یا تغییرات هورمونی ناشی از اضطراب و استرس در هیپوتالاموس باشد. علاوه بر این قشر مغز نیز می تواند با ارسال سیگنال‌هایی کنترل تنفس را در دست بگیرد تا تنفس به صورتی آگاهانه انجام شود.
آسیب دیدن مرکز تنفس می‌تواند منجر به اختلالات متعددی در تنفس فرد شود و حتی ممکن است نیاز به تنفس مکانیکی باشد که به‌طور معمول، موفقیت درمانی بالایی ندارد.